# Santa Fe Springs
Santa Fe Springs é uma cidade localizada no estado americano da Califórnia, no condado de Los Angeles. Foi incorporada em 15 de maio de 1957.

## Geografia
De acordo com o United States Census Bureau, a cidade tem uma área de 23,1 km², onde 23 km² estão cobertos por terra e 0,1 km² por água.

### Localidades na vizinhança
O diagrama seguinte representa as localidades num raio de 8 km ao redor de Santa Fe Springs.

## Demografia
Segundo o censo nacional de 2010, a sua população é de 16 223 habitantes e sua densidade populacional é de 706,17 hab/km². Possui 4 976 residências, que resulta em uma densidade de 216,60 residências/km².